# Luis Cristaldo
Luis Héctor Cristaldo Ruiz Díaz (ur. 31 sierpnia 1969 w Formosie) – piłkarz boliwijski pochodzenia argentyńskiego grający na pozycji obrońcy lub pomocnika.

## Kariera klubowa
Cristaldo urodził się w Argentynie, ale w wieku 15 lat wyemigrował do boliwijskiego La Paz. Uczęszczał do szkoły piłkarskiej Tahuichi Academy, a karierę piłkarską rozpoczął w klubie Oriente Petrolero. W 1988 roku zadebiutował w jego barwach w pierwszej lidze boliwijskiej. W 1989 roku osiągnął swój pierwszy sukces w karierze, gdy został wicemistrzem kraju. Z kolei w 1990 roku wywalczył z Oriente Petrolero swoje pierwsze mistrzostwo Boliwii. W 1993 roku odszedł do Club Bolívar. W 1993 roku został z nim wicemistrzem kraju, a w 1994 roku został wypożyczony do Textil Mandiyú. W latach 1994, 1996 i 1997 zostawał w Bolívarem mistrzem Boliwii.
Latem 1998 roku Cristaldo przeszedł do hiszpańskiego Sportingu Gijón. Przez rok grał w Segunda División, a w 1999 roku został zawodnikiem paragwajskiego Cerro Porteño. Grał tam przez 2 lata i następnie wrócił do Boliwii. W latach 2001–2006 grał w Club The Strongest z którym wywalczył: mistrzostwo Apertury w 2003 i dwa mistrzostwa Clausury w 2003 i 2004. W 2007 roku grał w Oriente Petrolero i w jego barwach zakończył karierę piłkarską.

## Kariera reprezentacyjna
W reprezentacji Boliwii Cristaldo zadebiutował 10 września 1989 roku w przegranym 0:2 spotkaniu eliminacji do Mistrzostw Świata 1990 z Urugwajem. W 1994 roku został powołany przez selekcjonera Xabiera Azkargortę do kadry na Mistrzostwa Świata w USA. Tam był podstawowym zawodnikiem i rozegrał 2 spotkania: z Niemcami (0:1) i z Koreą Południową. W swojej karierze zaliczył także występy na Copa América 1993, Copa América 1995, Copa América 1997 (wicemistrzostwo kontynentu), Copa América 1999, Pucharze Konfederacji 1999 i Copa América 2004. Ogółem w kadrze narodowej od 1989 do 2005 roku rozegrał 93 mecze i strzelił 5 goli. Wraz z Marco Sandym ma najwięcej rozegranych spotkań w reprezentacji.